# Берсеруело
Берсеруело (ісп. Berceruelo) — муніципалітет в Іспанії, у складі автономної спільноти Кастилія-і-Леон, у провінції Вальядолід. Населення — 43 особи (2010).
Муніципалітет розташований на відстані близько 170 км на північний захід від Мадрида, 26 км на захід від Вальядоліда.

## Демографія
Динаміка населення (INE ):

## Галерея зображень

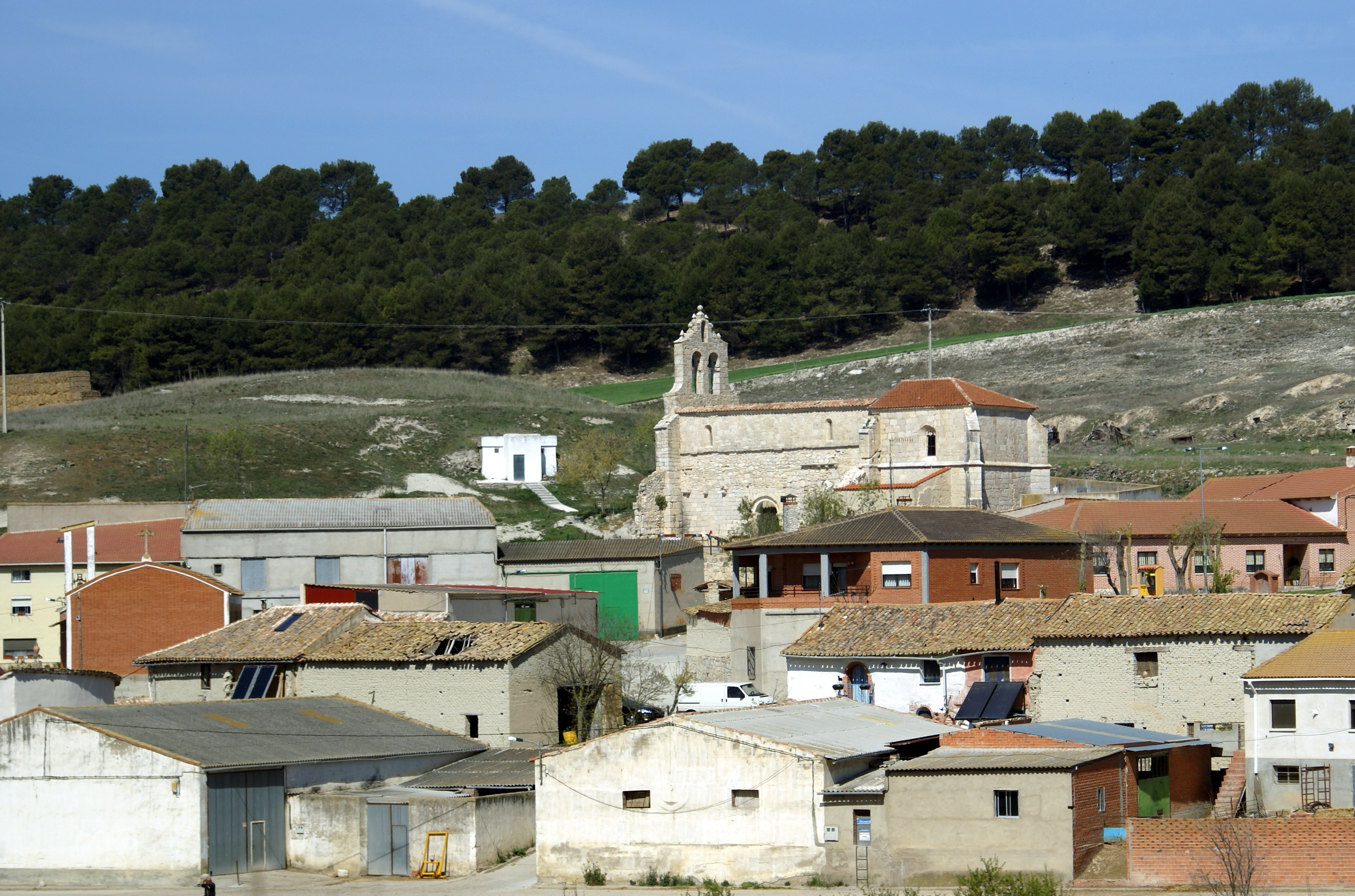
Берсеруело, на задньому плані - церква Сан-Хуан-Еванхеліста